# René-Raphaël Valette
René-Raphaël Valette, francoski general, * 1889, † 1978.